# Montpalau (Ribera d'Ondara)
Montpalau és un poble de 29 habitants pertanyent al municipi de Ribera d'Ondara (Segarra). Està situat a la part septentrional del terme municipal, al nord de Montlleó.
L'església de Sant Jaume de Montpalau fou reformada a l'època gòtica i també posteriorment. El poble conserva una part medieval i a la part baixa un carrer amb cases modernes.
Fou dels Oluja durant l'edat mitjana, i al segle XVII n'era senyor Ignasi de Vilalba i Meca d'Oluja, que també ho era de la Rabassa i Palamós.
El 1685 tenia 14 cases. A mitjans del segle xix es va integrar a l'antic municipi de Sant Antolí i Vilanova.